# Lista de representantes do Butão ao Oscar de melhor filme internacional
O Butão está entre os cem países que enviaram filmes para apreciação ao Oscar de melhor filme internacional, fazendo sua primeira inscrição em 1999. O prêmio é concedido anualmente pela Academia de Artes e Ciências Cinematográficas dos Estados Unidos e procura condecorar longas-metragens produzidos fora do país que contém principalmente diálogos em línguas não inglesas.

## Filmes
A Academia de Artes e Ciências Cinematográficas convidou as indústrias cinematográficas de vários países a inscreverem seu melhor filme para o Oscar de melhor filme internacional desde 1956. O Comitê de Premiação de Filmes Internacionais supervisiona o processo e analisa todos os filmes inscritos. Em seguida, eles votam por votação secreta para determinar os cinco indicados ao prêmio. Abaixo está a lista dos filmes que o Butão submeteu à crítica da Academia para o prêmio por ano e a respectiva cerimônia do Oscar.
| Ano (Cerimônia) | Título original                | Título em português              | Diretor(a)          | Resultado       |
| --------------- | ------------------------------ | -------------------------------- | ------------------- | --------------- |
| 1999 (72ª)      | Phörpa                         | A Copa                           | Khyentse Norbu      | Não indicado    |
| 2020 (93ª)      | Lunana: A Yak in the Classroom | A Felicidade das Pequenas Coisas | Pawo Choyning Dorji | Desclassificado |
| 2021 (94ª)      | Lunana: A Yak in the Classroom | A Felicidade das Pequenas Coisas | Pawo Choyning Dorji | Indicado        |
| 2022 (95ª)      | The Monk and the Gun           | The Monk and the Gun             | Pawo Choyning Dorji | Não indicado    |